# Middle Tarn
Der Middle Tarn ist ein See im Lake District, Cumbria, England.
Der See liegt westlich des Cartmel Fell und östlich des Sow How Tarn. Der Middle Tarn ist ein künstlich angelegter See, der zwei unbenannte Zuflüsse besitzt. Sein unbenannter Abfluss mündet in den Spannel Beck.